# Fruit Joy
Le Fruit Joy sono delle caramelle gommose alla frutta inventate da Rowntree Mackintosh e successivamente distribuite da Nestlé.

## Storia
Le caramelle Fruit Joy vengono lanciate sul mercato italiano nel 1986 dall'azienda dolciaria inglese Rowntree Mackintosh. Si trattava dell'introduzione in Italia delle Rowntree's Fruit Pastilles, caramelle prodotte nel Regno Unito sin dal 1881 dalla Rowntree. Inizialmente vengono prodotte soltanto tre varianti di gusto presenti in quantità casuale in ogni confezione (lime, arancia e fragola), dalla forma di tubetto simile a quelle delle Polo. Nel 1988 il brand passerà in mano alla Nestlé che produrrà nuove varianti al prodotto e nuovi gusti.

## Promozione
(Jingle degli spot televisivi.)
La prima campagna pubblicitaria televisiva (1980-1988) del prodotto vedeva protagonista il cestista Bobby Kinzer che veniva sfidato da un ragazzino ad assaggiare le Fruit Joy senza masticarle. Si trattava dell'edizione italiana dello spot inglese (in quello originale del Regno Unito, nella sequenza finale della pubblicità non presente nella versione trasmessa in Italia il ragazzino si rivolgeva a Kinzer dicendogli in un inglese un po' gergale: «era un'impresa un po' troppo ardua»). Gli spot erano accompagnati da un jingle che divenne piuttosto celebre. Il soggetto dello spot fu ripreso nel 2003 da una nuova campagna in cui un pugile sfidava il suo avversario alla "prova" Fruit Joy durante una conferenza stampa. 
Un'altra variante vede una bambina offrire la stessa sfida ad una contorsionista mentre è intenta ad esibirsi.

## Varianti
Nel corso degli anni sono state prodotte numerose varianti del prodotto che vanno dalle Fruit Joy Balls (caramelle su un bastoncino di plastica sullo stile dei Chupa Chups) alle Fruit Joy Jelly Berry (caramelle gelatinose ai frutti di bosco) alle gelees.